# Boxe nos Jogos Pan-Americanos de 2023 - Até 60 kg feminino
A competição da categoria até 60 kg feminino  do boxe nos Jogos Pan-Americanos de 2023 em Santiago, Chile, foi realizada de 20 a 27 de outubro no Centro de Treinamento Olímpico. Um total de 12 boxeadoras de 12 CONs competiram.
As quatro semifinalistas se classificaram classificadas aos Jogos Olímpicos de Verão de 2024 em Paris, França.

## Qualificação
Houve uma cota de 130 boxeadores para a competição (10 por categoria). O país-sede (Chile) recebeu vagas automáticas para todos os eventos. O restante das vagas foram concedidas através de diversos torneios qualificatórios. Todavia, o Comitê Olímpico Internacional decidiu posteriormente que a competição seria um evento de registro aberto, o que significava que um CON poderia inscrever um boxeador diretamente no torneio.

## Formato da competição
Como todos os eventos pan-americanos de boxe, a competição é um torneio direto de eliminação. Ambos os perdedores da semifinal recebem medalhas de bronze, então nenhum boxeador compete novamente após a primeira derrota. Os combates consistem em um sistema de pontuação em 3 rounds, onde o vencedor de cada round deve receber 10 pontos e o perdedor uma quantidade menor. Cinco juízes avaliam cada luta. O vencedor será o boxeador que mais marcou no final da partida.

## Medalhistas
| Ouro   | BRA Beatriz Ferreira                         |
| Prata  | COL Angie Valdés                             |
| Bronze | USA Jajaira Gonzalez ECU María José Palacios |

## Resultados
As pugilistas se enfrentam em lutas eliminatórias até a definição das medalhistas. As perdedoras das semifinais conquistam automaticamente as medalhas de bronze.
|  | Oitavas de final     | Oitavas de final     | Oitavas de final |  |  | Quartas de final        | Quartas de final        | Quartas de final        |   |                      | Semifinais           | Semifinais       | Semifinais |  |  | Final | Final | Final |
|  |                      |                      |                  |  |  |                         |                         |                         |   |                      |                      |                  |            |  |  |       |       |       |
|  |                      |                      |                  |  |  |                         |                         |                         |   |                      |                      |                  |            |  |  |       |       |       |
|  |                      |                      |                  |  |  | VEN Krisandy Ríos       | VEN Krisandy Ríos       | 1                       |   |                      |                      |                  |            |  |  |       |       |       |
|  | TTO Tianna Guy       | TTO Tianna Guy       | 0                |  |  | COL Angie Valdés        | COL Angie Valdés        | 3                       |   |                      |                      |                  |            |  |  |       |       |       |
|  | COL Angie Valdés     | COL Angie Valdés     | 5                |  |  |                         |                         |                         |   | COL Angie Valdés     | COL Angie Valdés     | 4                |            |  |  |       |       |       |
|  | DOM Jessica Muñoz    | DOM Jessica Muñoz    | 0                |  |  |                         | ECU María José Palacios | ECU María José Palacios | 1 |                      |                      |                  |            |  |  |       |       |       |
|  | ARG Victoria Saputo  | ARG Victoria Saputo  | 5                |  |  | ARG Victoria Saputo     | ARG Victoria Saputo     | 0                       |   |                      |                      |                  |            |  |  |       |       |       |
|  |                      |                      |                  |  |  | ECU María José Palacios | ECU María José Palacios | 5                       |   |                      |                      |                  |            |  |  |       |       |       |
|  |                      |                      |                  |  |  |                         |                         |                         |   |                      | COL Angie Valdés     | COL Angie Valdés | 0          |  |  |       |       |       |
|  |                      |                      |                  |  |  |                         | BRA Beatriz Ferreira    | BRA Beatriz Ferreira    | 5 |                      |                      |                  |            |  |  |       |       |       |
|  |                      |                      |                  |  |  | URU Camila Piñeiro      | URU Camila Piñeiro      | 0                       |   |                      |                      |                  |            |  |  |       |       |       |
|  | USA Jajaira Gonzalez | USA Jajaira Gonzalez | RSC              |  |  | USA Jajaira Gonzalez    | USA Jajaira Gonzalez    | 5                       |   |                      |                      |                  |            |  |  |       |       |       |
|  | CAN Garinder Takhar  | CAN Garinder Takhar  |                  |  |  |                         |                         |                         |   | USA Jajaira Gonzalez | USA Jajaira Gonzalez | 1                |            |  |  |       |       |       |
|  | MEX Esmeralda Falcón | MEX Esmeralda Falcón | 0                |  |  |                         | BRA Beatriz Ferreira    | BRA Beatriz Ferreira    | 4 |                      |                      |                  |            |  |  |       |       |       |
|  | BRA Beatriz Ferreira | BRA Beatriz Ferreira | 5                |  |  | BRA Beatriz Ferreira    | BRA Beatriz Ferreira    | RSC                     |   |                      |                      |                  |            |  |  |       |       |       |
|  |                      |                      |                  |  |  | CRC Pamela Sánchez      |                         |                         |   |                      |                      |                  |            |  |  |       |       |       |
|  |                      |                      |                  |  |  |                         |                         |                         |   |                      |                      |                  |            |  |  |       |       |       |